# فهد إبراهيم الحمد المانع
فهد إبراهيم الحمد المانع سياسي ودبلوماسي قطري، والسفير الحالي لدولة قطر لدى المملكة المغربية، ولد في الدوحة بتاريخ 14 أكتوبر 1964م، بدأ حياته السياسية بإلتحاقه بالعمل في وزارة الخارجية بعد أن أنهى دراساته العليا عام 1987م، فاكتسب خبرات تراكمت خلال سنوات عمله الطويلة في الوزارة فعمل في العديد من البعثات الدبلوماسية الخارجية لدولة قطر، وحصل على عدد من الترقيات وشغل مناصب هامة وتحصّل على درجة سفير فأصبح سفيراً لدولة قطر في كل الأرجنتين والمملكة المغربية.

## المؤهلات العلمية
- بكالوريوس في التاريخ والجغرافيا من جامعة قطر سنة 1986م.
- ماجستير في السلك العالي، المدرسة الوطنية للإدارة العمومية/ المغرب، سنة 1991م.

## الخبرات المهنية
- عمل كمسؤول إداري بوزارة الصحة العامة خلال الفترة من 28 ديسمبر 1983م إلى 23 أكتوبر 1987م.
- عمل بـإدارة المنظمـات والمؤتمرات الدولية خـلال الفترة من 24 أكتوبر 1987م إلى 26 أبريل 1988م.
- عمل بمكتب وكيل وزارة الخارجية خلال الفترة من 27 أبريل 1988م إلى 30 أغسطس 1989م.
- عمل بسفارة دولة قطر في الرباط بصفته سكرتير ثاني خلال الفترة من 31 أغسطس 1989م إلى 5-9-1992م.
- عمل بإدارة المنظمات والمؤتمرات الدولية خلال الفترة من 6-9-1992م إلى 21-11-1994م.
- عمل بإدارة الشؤون القانونية خلال الفترة من 22-11-1994م إلى 31-7-1997م.
- عمل بسفارة دولة قطر في روما بصفته سكرتير أول خلال الفترة من 1-8-1997م إلى 1-10-2000م.
- عمل بإدارة الشؤون القانونية خلال الفترة من 2-10-2000م إلى 30-8-2003م.
- عمل بسفارة دولة قطر في إسلام آباد بصفته مستشار، خلال الفترة من 31-8-2003م إلى 6-8-2005م.
- عمل بسفارة دولة قطر في أبو ظبي بصفته وزيرا مفوضــا خلال الفتـرة من 7-8-2005م إلى 1-10-2009م.
- عمل بسفارة دولة قطر في مدريد بصفته وزيرا مفوضــا خلال الفتـرة من 2-10-2009م إلى 14-8-2012م.
- عمل بإدارة الشؤون الأوروبية خلال الفترة من 15-8-2012م إلى 26-8-2013م.
- سفيراً لدولة قطر لدى جمهورية الأرجنتين، اعتباراً من 27-8-2013م وإلى غاية 04-05-2019م.[2]
- سفيراً لدولة قطر لدى المملكة المغربية، اعتباراً من 01-08-2019م ولا يزال.[3]